# Reserva Biológica do Uatumã
A Reserva Biológica do Uatumã é uma reserva biológica brasileira localizada no estado do Amazonas, na bacia dos rio Uatumã e Jatapu. Foi criada por conta da construção da Usina Hidrelétrica de Balbina e da mineração de cassiterita, atividades que estavam ameaçando a flora e fauna da região.